# Achelia spinosa
Achelia spinosa là một loài nhện biển trong họ Ammotheidae. Loài này thuộc chi Achelia. Achelia spinosa được miêu tả năm 1853 voor het eerst wetenschappelijk bởi Stimpson.